# Arboridia bajevae
Arboridia bajevae är en insektsart som beskrevs av Korolevskaya 1979. Arboridia bajevae ingår i släktet Arboridia och familjen dvärgstritar. Inga underarter finns listade i Catalogue of Life.